# Cromorn

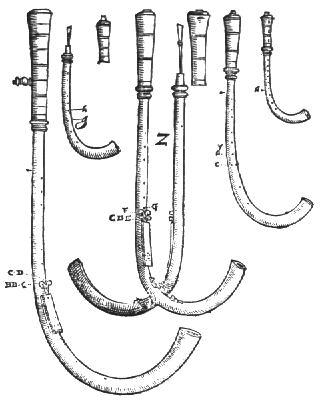
Família de cromorns segons un gravat del Syntagma Musicum de Michael Praetorius (1619)

El cromorn és un instrument musical de vent de llengüeta doble i tub cilíndric que va ser molt emprat a la música del Renaixement. Produeix un so nasal. amb una mena de brunzit, molt característic. En el sistema de Hornbostel-Sachs s'inclouen en l'apartat numerat com a 422.111.2. El seu nom deriva de l'alemany Krumhorn (o Krummhorn o Krumphorn) on 'krum' vol dir corbat (és a dir: corn corbat).

## Estructura
La llengüeta queda disposada dins d'una càpsula d'aire la qual cosa permet que qualsevol persona que no domini la tècnica específica dels instruments de llengüeta el pugui tocar. Per contra, aquest fet no permet regular ni l'afinació ni la dinàmica no poden ser controlades d'aquesta manera la qual cosa dona un so uniforme quant a dinàmica i timbre.
El tub, que és recte en el seu primer tram i corbat (en forma de J) al final, té vuit forats que es tapen amb els dits i alguns altres de ressonància. La construcció del tub es feia a partir d'un tub recte que es corbava manualment, al vapor. El tub cilíndric (cal recordar que la majoria d'instruments europeus de llengüeta doble són de tub cònic) no permet que pugui passar a l'octava superior, de manera que la seva extensió és de poc més d'una octava.

## Història

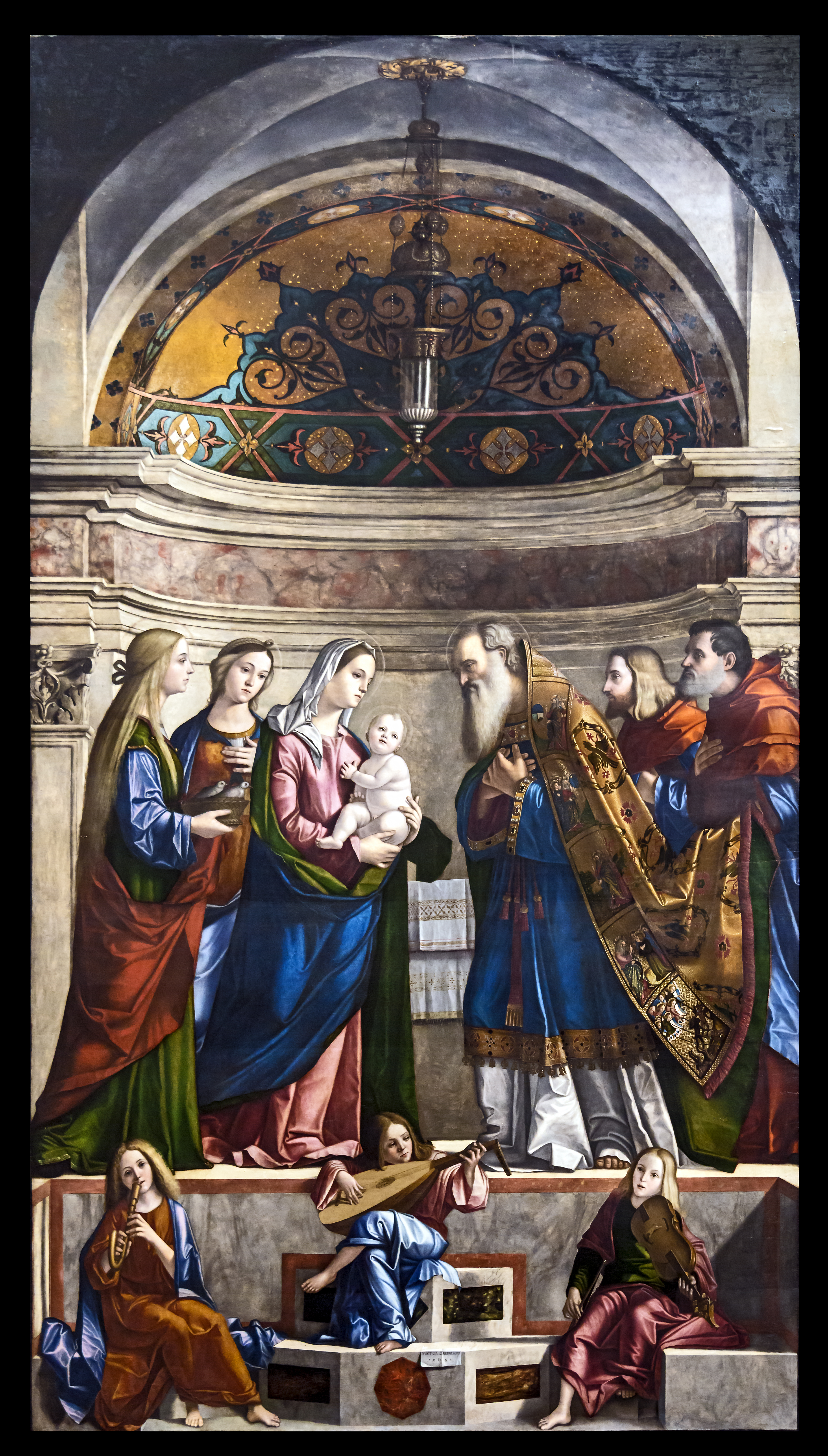
Representació d'un àngel tocant un cromorn (a la part inferior esquerra) del quadre Presentació de Jesús al Temple de Vittore Carpaccio que es troba a la Galleria dell'Accademia, de Venècia

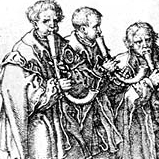
Gravat del Renaixement on es poden veure diversos cromorns interpretant conjuntament

El seu antecedent és el bladderpipe medieval que també comptava amb càpsula d'aire flexible. Probablement els primers exemplars haurien estat fets a Alemanya. Uns dels primers exemplars són els que integren la família conservada a Salamanca i que van ser construïts per Jörg Wier. Altres exemplars es troben a Leipzig, Berlín, Verona, Viena, Roma Brussel·les (Museu d'Instruments), i Augsburg. Segons es pot deduir de la iconografia de l'època, va ser molt utilitzat especialment als segles xvi i xvii (i encara, esporàdicament, al xviii. Durant el Renaixement, igual que en el cas de molts altres instrument en ús en aquell període, es va desenvolupar com a família, de fins a sis membres, des del sopranino, que mesurava 32 cm, fins al gran baix, de 120.
Diversos tractats al segle xvi ja n'esmenten les seves característiques: Sebastian Virdung (1511), Martin Agricola (1529) i Othmar Luscinius (1536), entre d'altres.
Al segle xvii, Johann Hermann Schein demana que una pavana sigui tocada amb quatre cromorns, i Michael Praetorius els reclama per als passamezzos i les gallardes i els descriu al Syntagma Musicum. Malgrat que aquestes notícies els esmenten en grups homogenis, integrats només per cromorns, també van participar en grup heterogenis, juntament amb flautes de bec, cornetes, sacabutxos, violes d'arc o veus. A la segona meitat del segle xvii encara el va fer servir Marc Antoine Charpentier. El seu declivi va venir marcat tant per la seva limitada extensió (cosa que també provocà que la família tingues tants membres) com per les poques possibilitats expressives i dinàmiques.
Al segle xx, el cromorn s'ha tornat a utilitzar per a la interpretació de música antiga. Els nous constructors han afegit algunes claus que han permès estendre la tessitura d'aquests instruments.

## Models i afinacions

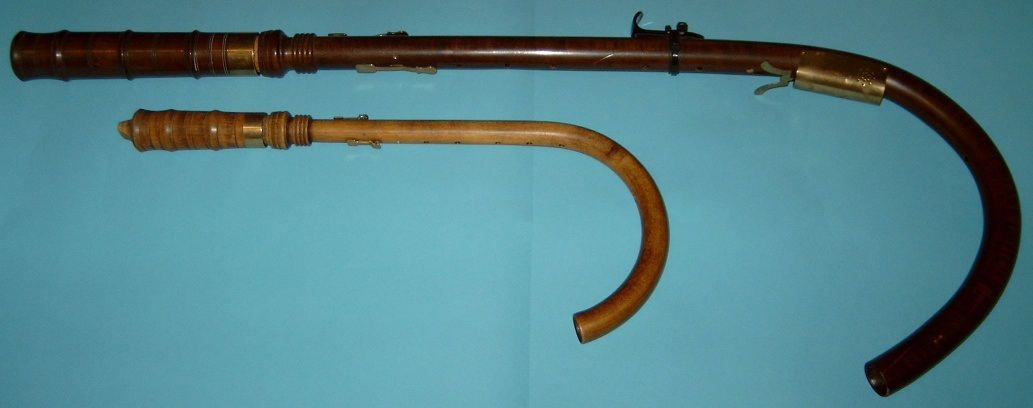
Cromorns moderns, amb claus que permeten augmentar una mica la tessitura: un contralt i un baix, tots dos en fa

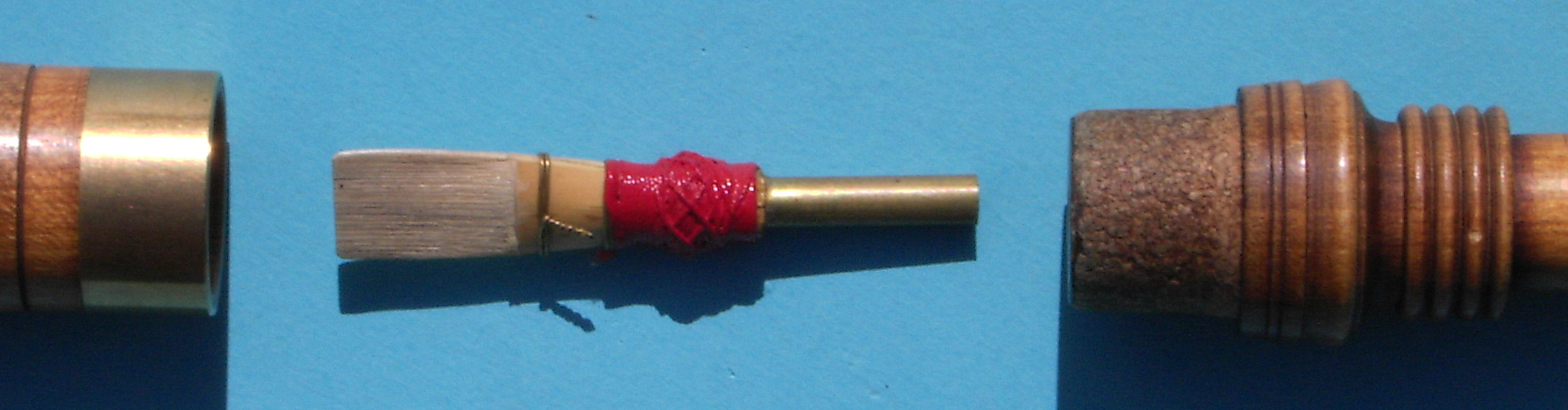
Detall de la inxa d'un cromorn contralt

Com era habitual en la majoria d'instruments de vent del Renaixement que s'organitzaven en forma de família, les afinacions del cromorn oscil·laven, alternativament, entre el do i el fa. Les tessitures i afinacions de l'exemplars més habituals són les següents (entre parèntesis les extensions dels models actuals):
| model     | extensió               |
| Soprano   | do¹ re¹ – re² (– fa²)  |
| Contralt  | fa0 sol0 – fa¹ (– si¹) |
| Tenor     | do0 re0 – re¹ (– fa¹)  |
| Baix      | Fa Sol – fa0 (– si0)   |
| Gran baix | Do Re – re0 (– fa0)    |